# Cosmocerus strigosus
Cosmocerus strigosus är en skalbaggsart som beskrevs av Guérin-Méneville 1844. Cosmocerus strigosus ingår i släktet Cosmocerus och familjen långhorningar. Inga underarter finns listade i Catalogue of Life.